# День воєнної розвідки України
День воєнної розвідки України — святковий день на честь воєнної розвідки МОУ та військової розвідки ЗСУ, встановлений Указом Президента України 7 вересня 2022 року. Відзначається щорічно 7 вересня.

## Історія
Згідно з Указом Президента України від 7 вересня 1992 року, було прийнято рішення щодо формування Управління воєнної стратегічної розвідки Міністерства оборони України. 1 червня 2007 року міністр оборони України підписав наказ № 302, яким встановив вітати військових розвідників України саме 7 вересня.

## Відзначення
Свято вперше встановлено 7 вересня 2022 року Указом Президента України.

## Галерея

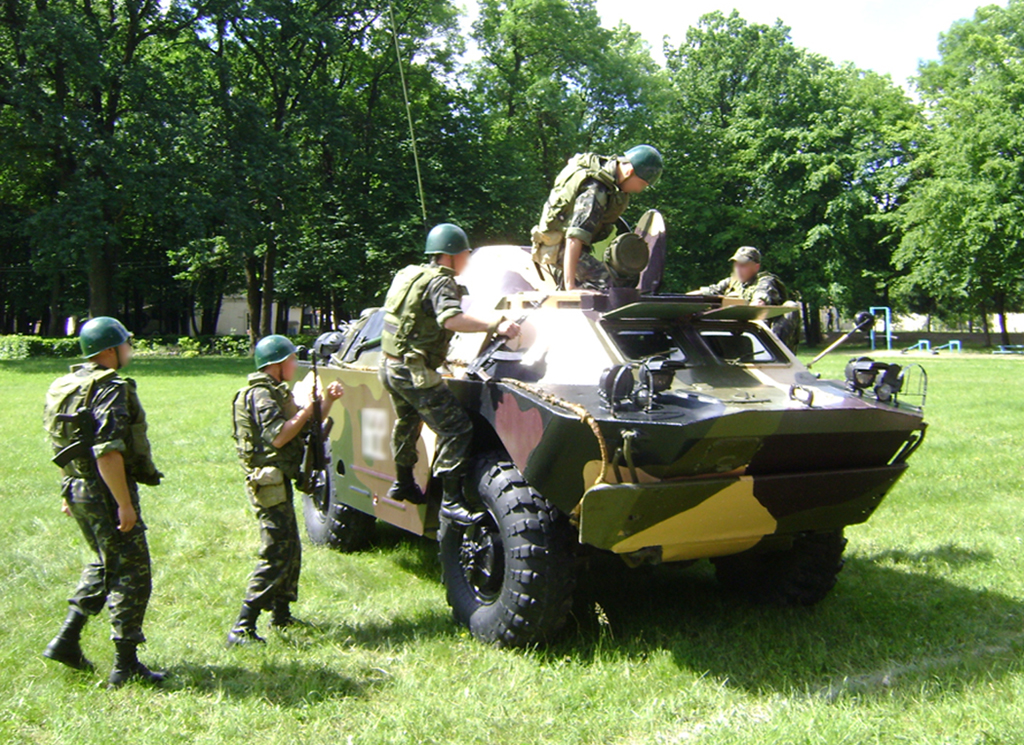
БДРМ-2 основна бойова машина воєнної розвідки
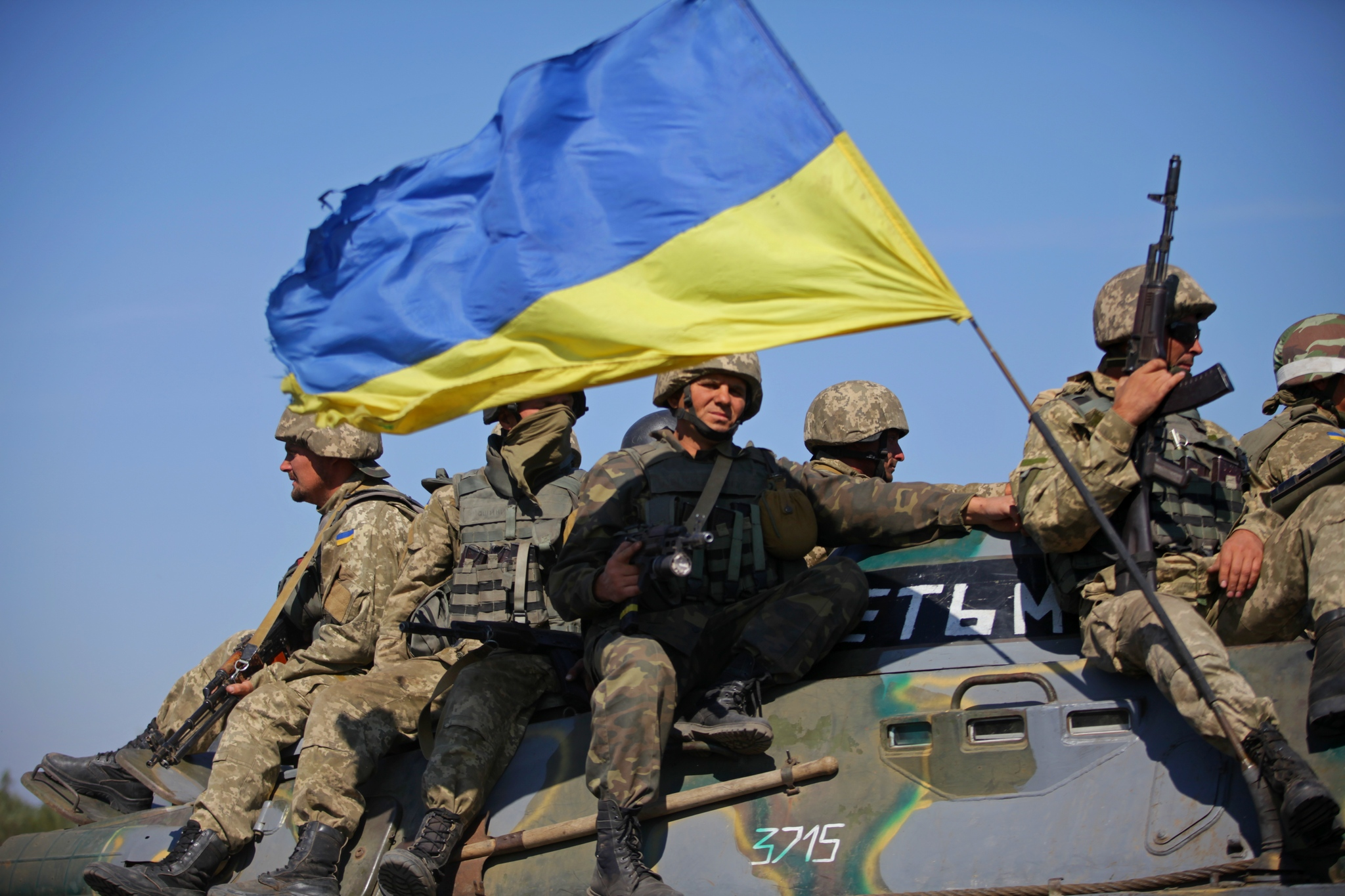
Розвідники в АТО на Сході
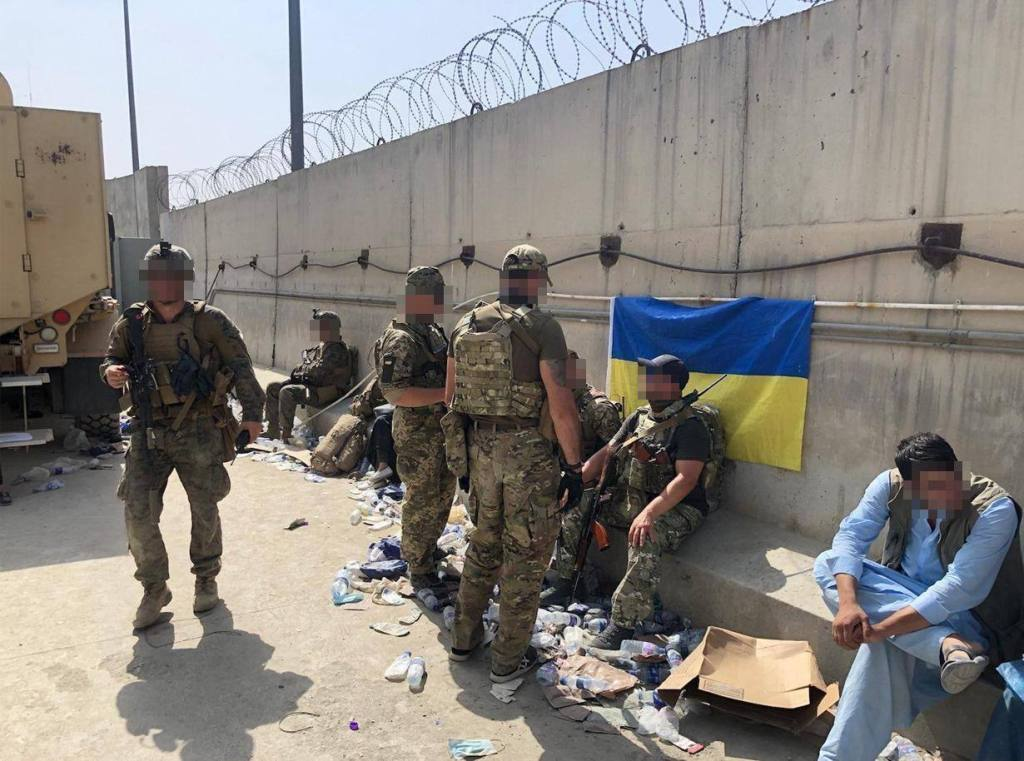
Українські розвідники на летовищі м. Кабула
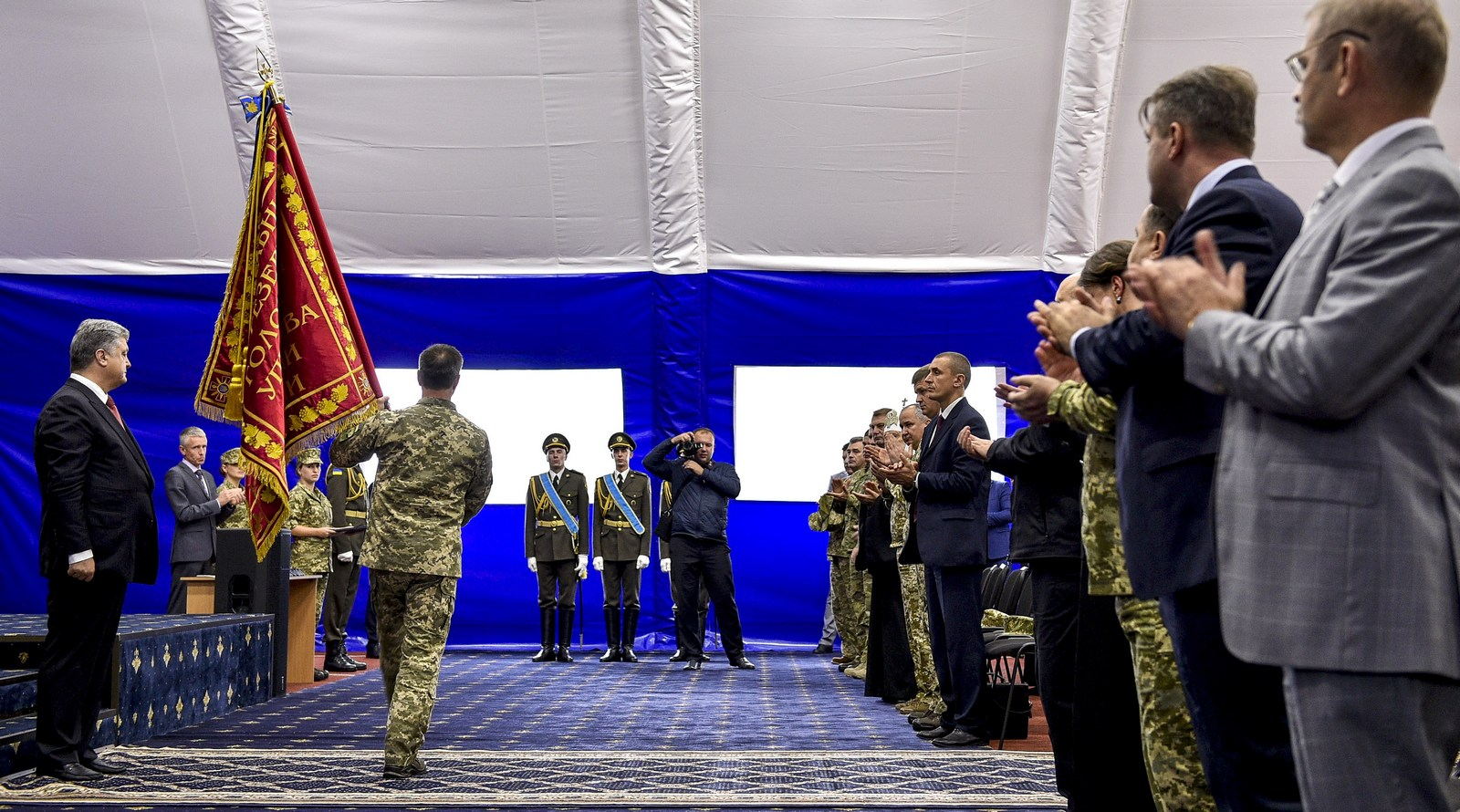
Відзначення Дня воєнної розвідки України
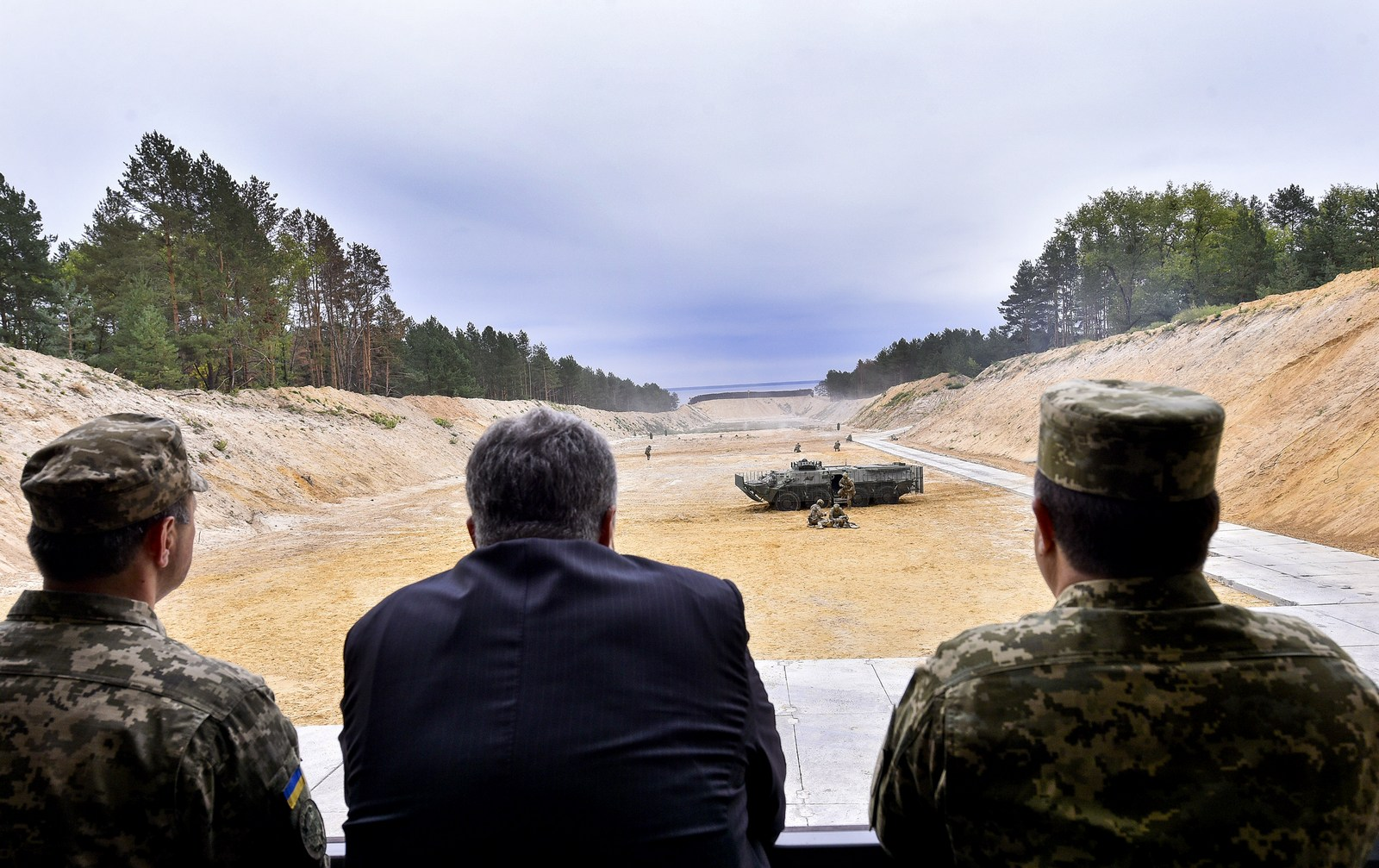
Навчання розвідників на полігоні